# Prix Brentano
Le prix Brentano est un prix littéraire américain fondé en 1928 par la librairie Brentano’s et doté d'une somme de 1000 dollars.
Le prix franco-américain vise à encourager les relations littéraires entre les deux pays en traduisant un livre « illustrant l’idéal culturel français ». Le premier à le recevoir est Jean Giono pour sa nouvelle Colline en 1929.

## Liste des lauréats
- 1929 : Jean Giono, pour Colline
- 1930 : Jeanne Galzy, pour L'Initiatrice aux mains vides